# 練馬映画劇場
練馬映画劇場（ねりまえいがげきじょう）は、かつて存在した日本の映画館である。1939年（昭和14年）3月、東京府東京市板橋区練馬南町（現在の東京都練馬区練馬）の練馬駅前に板橋練馬劇場（いたばしねりまげきじょう）として開館した。1941年（昭和16年）前後には練馬映画劇場と改称している。1989年（平成元年）12月、閉館した。若き日の中上健次が通い、稲川方人の詩に館名が謳われていることでも知られる。通称・愛称は練馬映画（ねりまえいが）。

## 沿革
- 1939年3月 - 板橋練馬劇場として開館[1][2][4]
- 1941年前後 - 練馬映画劇場と改称[1]
- 1989年12月 - 閉館

## データ
- 所在地 : 東京都練馬区練馬1丁目6番22号[6][7]、跡地は「ライオンズステーションプラザ練馬」の位置[10][11][12]
  - 開館当時の東京府東京市板橋区練馬南町5丁目7051番地[1][2]
  - のちの東京都練馬区南町5丁目7051番地[3][4][5]

北緯35度44分15秒 東経139度39分9秒 / 北緯35.73750度 東経139.65250度
- 経営 : 
  1. 檜山延吉 （1939年 - 1940年代[1][2]）
  2. 鈴木由又 （1950年前後[3]）
  3. 鈴木孝一郎 （1950年代[4] - 1959年前後）
  4. 田上友美 （1959年前後 - 1961年[5]）
  5. 須田清明 （1962年 - 1970年前後）
  6. 渋谷登志彦 （1970年前後[6] - 1989年[7]）
- 支配人 : 
  1. 檜山延吉 （1939年 - 1940年代[1][2]）
  2. 萩原正勝 （1950年前後[3]）
  3. 上野国太郎 （1950年代[4] - 1970年前後[5]）
  4. 渋谷登志彦 （1970年前後[6] - 1989年[7]）
- 構造 : 木造二階建 [3][4][5][6][7]
- 観客定員数 : 247名（1941年[1] - 1943年[2]） ⇒ 220名（1951年[3]） ⇒ 230名（1955年[4]） ⇒ 270名（1956年） ⇒ 230名（1961年[5]） ⇒ 210名（1967年） ⇒ 280名（1973年[6] - 1979年） ⇒ 187名（1984年[7] - 1985年）

## 概要

### 戦前・戦中
1939年（昭和14年）3月、東京府東京市板橋区練馬南町5丁目7051番地（現在の東京都練馬区練馬1丁目6番22号）の練馬駅前に板橋練馬劇場として開館した。練馬駅は、1915年（大正4年）4月15日、武蔵野鉄道武蔵野線（現在の西武池袋線）の駅として開業しており、1927年（昭和2年）10月15日には、豊島線（現在の西武豊島線）が開業している。1932年（昭和7年）10月1日には、板橋区が成立しており、同地は北豊島郡練馬町から東京市板橋区になっている。駅の北側には1920年（大正9年）の操業開始以来、鐘淵紡績練馬工場があり、当時は北口がなかったため、工場と映画館は踏切（練馬1号踏切）で結ばれていた。開館当時、練馬駅近辺および戦後に練馬区となる地域には、映画館は同館しか存在しなかった。当初の経営者は檜山延吉、支配人も檜山が兼ね、観客定員数は247名であった。
1942年（昭和17年）には第二次世界大戦による戦時統制が敷かれ、日本におけるすべての映画が同年2月1日に設立された社団法人映画配給社の配給になり、すべての映画館が紅系・白系の2系統に組み入れられるが、同年発行の『映画年鑑 昭和十七年版』によれば、同館の系統は紅系十六番館であった。

### 戦後
戦後、1947年（昭和22年）8月1日に、同館が位置する地域が板橋区から独立して練馬区を形成した。同区内では、同年11月には大字江古田2237番地（現在の旭丘1丁目71番）に江古田文化劇場（経営・溝口末春）、1950年（昭和25年）6月には大字東大泉812番地（現在の東大泉3丁目17番）に大泉映画館（のちの大泉名画座、経営・円内一男）、1952年（昭和25年）6月には下石神井2丁目1298番地（現在の石神井町6丁目）に石神井会館（のちの石神井映画劇場、経営・渡辺軍蔵）がそれぞれ新設された。 同館は、1950年前後までには経営権が鈴木由又に移っており、支配人も萩原正勝に変わった。1950年に発行された『映画年鑑 1951』には、当時の同館の興行系統はまだ書かれていないが、同館至近の南町5丁目7065番地に新たに木造一階建、観客定員数160名の練馬名画座（経営・内田建三郎、支配人・萩原正勝）が新設されている。練馬名画座は1954年（昭和29年）までには閉館した。その後まもなく、練馬映画劇場は、1950年代までには鈴木孝一郎に移っており、支配人も上野国太郎に変わった。当時の同館の興行系統は松竹および大映系であった。同区内では、江古田文化劇場が東宝・松竹系、石神井会館が大映・東映系、大泉映画館が新東宝・東宝系と棲み分けが行われていた。その後、区内の映画館は9館に増加し、1960年（昭和35年）には、同館と江古田文化劇場、石神井映画劇場、大泉名画座のほか、ネリマ東映劇場（豊玉北町5丁目15番地）、練馬文化劇場（練馬北町1丁目142番地）、石神井東映（上石神井1丁目415番地）、大泉東映八光座（東大泉町506番地）、武蔵関映画（関町3丁目111番地）が割拠した。
1970年（昭和45年）12月には、鐘淵紡績練馬工場が廃止された。このころには、同館の経営権が渋谷登志彦に移っており、支配人も渋谷が兼ねた。中上健次（1946年 - 1992年）がエッセイ『ヤクザ映画について』において「練馬にはヤクザ映画専門館のようなムービー東映と、エロ映画専門の練馬映画しかない」と書き、『君の地図を映像の中に展開せよ』において「かかる映画が変るたびに」ヤクザ映画とエロ映画を観た、といううち、「ムービー東映」はネリマ東映劇場（豊玉北5丁目15番）、「練馬映画」はこの時代の同館を指す。ネリマ東映劇場は1972年までに閉館しており、同区内の映画館は、1970年代以降、同館と江古田文化劇場の2館のみになった。1976年（昭和51年）に中上が『岬』で第74回芥川賞を受賞したときの現住所が、同館の至近であった。鈴木志郎康は、同館で『(秘)湯の町 夜のひとで』（監督渡辺護、配給関東映配、1970年）、『畜生道』（監督武田有生、製作・配給六邦映画、1970年）を観たという。江古田文化劇場は、1984年（昭和59年）に閉館している。1988年（昭和63年）に稲川方人が発表した詩集『アミとわたし』（書肆山田）には、『西武線練馬映画劇場のおばあさんへ - アミの手紙 古賀忠昭のために』という詩が収録されている。
1989年（平成元年）12月に閉館し、戦前戦後の50年8か月におよぶ歴史に幕を閉じた。閉館後は同館とともに一帯が解体され、1997年（平成9年）10月、跡地に14階地下1階建のマンション「ライオンズステーションプラザ練馬」が竣工し、現在に至る。